# Ridgeway, Wisconsin
Ridgeway är en ort i Iowa County i delstaten Wisconsin, USA.